# Club Del Plata
Il Club Del Plata è stata una società calcistica argentina di Buenos Aires, fondata il 20 settembre 1915.

## Storia
Il Del Plata venne fondato nel 1915 a Buenos Aires. Prese parte alla seconda divisione della AAF, venendo battuto in finale dal Banfield nel 1919; nel 1920 partecipa per la prima volta alla Copa Campeonato, chiudendo al quinto posto. Nel 1921 si classificò secondo, avvicinandosi all'Huracán, che vinse il titolo con tre punti di vantaggio. Nel 1922 terminò quarto, mentre nel 1923 si fermò all'ottavo posto. Nel 1924 raggiunse il suo peggior piazzamento, il 20º posto in classifica. Nel 1927 venne retrocesso in seguito alla fusione dei due campionati, e si piazzò 15º su 18 formazioni della Primera División B. Proseguì in seconda serie fino al 1930. In seguito, la società si sciolse.

## Palmarès

### Piazzamenti
- Campionato argentino:

Secondo posto: 1921